# Бухарестський мирний договір (1812)
Бухарестський мирний договір — договір між Російською та Османською імперіями, підписаний 28 травня 1812 року в Бухаресті, який завершив російсько-турецьку війну 1806—1812 років.

## Причини укладання
Усвідомлюючи небезпеку неминучої війни з Французькою імперією, російський уряд відмовився від далекосяжних планів приєднати до Російської імперії Дунайські князівства.
3 квітня (22 березня) 1812 року імператор Олександр I зажадав від головнокомандувача російської «Молдавської армії» генерала від інфантерії графа Михайла Кутузова негайно укласти мир, погоджуючись на кордон по річці Прут до впадіння її в Дунай. Дипломатичну підтримку забезпечував посол Російської імперії у Османській імперії Андрій Італинський.
23 (11) травня Кутузов доповів імператору про узгодження спірних питань, наступного дня було парафовано попередні (прелімінарні) умови, а 28 (16) травня 1812 року — підписано текст російсько-османського мирного договору.

## Договір
Договір складався з 16 пунктів.
- Стаття 1-а проголошувала стан миру «між обома високими імперіями».
- Стаття 2-а обіцяла амністію учасникам бойових дій.
- Стаття 3-я визнавала чинність попередніх російсько-турецьких трактатів і конвенцій.
- Стаття 4-а підтверджувала 1-у статтю прелімінаріїв (тимчасові рішення): «Осяйна Порта Оттоманська відступає і віддає російському імператорському двору землі, розташовані на лівому березі Пруту з фортецями, містечками, поселеннями й житловими спорудами; середина ж річки Прут буде кордоном між обома високими імперіями». Кілійське гирло дельти Дунаю проголосили спільним, торговельні кораблі Російської імперії могли плавати по всій течії Дунаю, військові — лише до впадіння в нього річки Прут. Цим давня українська земля Хотинщина й українці, що проживали на всій території дністровсько-прутського межиріччя, прилучилися до основного масиву етнічних українських земель, а кордони Османської імперії віддалилися від території України.
- Стаття 5-а засвідчила повернення Османській імперії Молдовського та Волоського князівств, підтверджуючи їх «привілеї».
- Стаття 6-а зберігала кордони, що існували перед війною на Кавказі.
- Стаття 7-а містила взаємні гарантії іновірцям.
- Стаття 8-а надавала сербам автономію й право самостійно збирати податки для султана.
- Наступні 8 статей регулювали інші питання російсько-турецьких взаємин.

24 (12) червня 1812 року, перебуваючи у Вільно, Олександр I ратифікував Бухарестський мирний договір. За укладення цього договору граф Михайло Кутузов отримав титул «найяснішого князя».

## Умови

### Російська імперія
1. встановила новий кордон на річці Прут (замість Дністра);
2. отримала Ізмаїльську, Кілійську, Аккерманську, Хотинську фортеці ;
3. отримала право торгового судноплавства по всьому Дунаю до річки Прут;
4. повернула Османській імперії Анапу, Поті, Ахалкалак, Молдавське і Волоське князівства;
5. залишила у своєму складі Західну Грузію (крім Поті);
6. отримала Бессарабію і деякі території Закавказзя;
7. вперше одержала морські бази на Кавказькому узбережжі Чорного моря.

### Османська Імперія
1. зобов'язувалась надати автономію Сербії.